# Jon Olsen
Jon Olsen (* 25. April 1969 in Jonesboro, Arkansas) ist ein ehemaliger amerikanischer Schwimmer und vierfacher Olympiasieger.
Er trat 1992 bei den Olympischen Sommerspielen in Barcelona an und gewann mit den US-Schwimmstaffeln zwei Gold- und eine Bronzemedaille. Im Einzelwettkampf über 100 m Freistil klassierte er sich an vierter Stelle. Vier Jahre später an den Olympischen Sommerspielen in Atlanta führte er das Schwimmteam als Captain an und konnte wiederum mit den Staffeln zwei Olympiasiege über 100 und 200 m Freistil feiern. Im Einzelwettkampf über 100 m Freistil kam er diesmal auf den neunten Rang.
Olsen nahm auch mehrmals an den Pan Pacific Swimming Championships teil. 1989 gewann er in Tokio zwei Gold- und eine Silbermedaille. 1993 in Kōbe holte er sogar vier Goldmedaillen.
Während seiner Karriere wurde Olsen vom früheren südafrikanischen Freistilschwimmer Jonty Skinner trainiert. Er studierte an der University of Alabama, für die er an den Hochschulmeisterschaften schwamm. Heute wohnt er mit seiner Familie in Florida, wo er im Florida Keys Swim Club Schwimmen unterrichtet.